# Kwartguldenvereniging

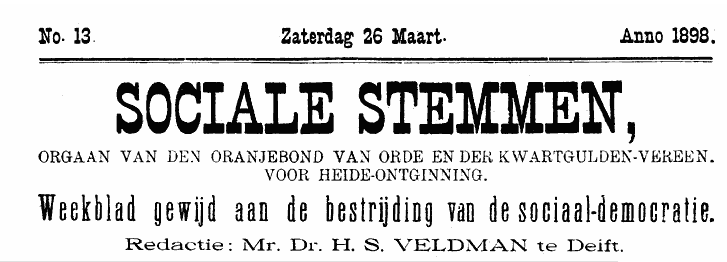
De kop van Sociale Stemmen het orgaan van de Oranjebond van Orde en de Kwartguldenvereniging voor heideontginning

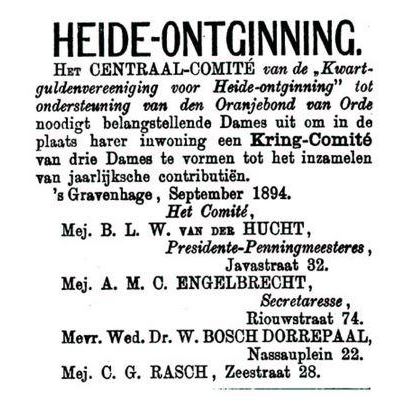
Wervingsadvertentie van de Kwartguldenvereniging voor Heideontginning

De Kwartguldenvereniging voor heideontginning was een Nederlandse steunorganisatie van vrouwen voor de anti-socialistische Oranjebond van Orde.
In 1893 richtte Johan Hora Siccama van de Harkstede de Oranjebond van Orde op als wapen in de strijd tegen het oprukkend socialisme. De bond probeerde door aankoop van grote ontginningsgebieden in Drenthe, Overijssel, Gelderland en Noord-Brabant verpauperde arbeiders uit de steden aan werk te helpen. Voor de financiering van de activiteiten werd in 1894 de Kwartguldenvereniging opgericht. Oprichtster was mejuffrouw Bertha Louise Wilhelmina van der Hucht. Al direct na de oprichting probeerde de vereniging in diverse plaatsen in het land steuncomités van dames op te richten (zie afbeelding), die zich zouden belasten met de inzameling van de jaarlijkse contributie (een kwartje).
De opbrengsten van de vereniging werden aangewend voor de aankoop van woeste heidegronden alsmede voor de uitgave, samen met de Oranjebond van Orde, van een weekblad Sociale Stemmen, dat zich richtte op de bestrijding van de sociaaldemocratie.
Een van de begunstigers van de Kwartguldenvereniging was Koningin Emma, die ook beschermvrouwe van de vereniging was.
Het Van der Huchtbos op de Veluwe bij Ugchelen is genoemd naar de oprichtster en voorzitter van de Kwartguldenvereniging. Ook de Kwartjesberg bij het Drouwenerzand is een herinnering aan het bestaan van deze vereniging.
Op 30 en 31 mei 1912 maakten de leden van de Oranjebond van Orde een tweedaagse excursie naar de door de bond aangekochte Drentse zandverstuivingen. Volgens een artikel in de NRC, stond men eenvoudig paf bij den aanblik van wat door 's Bonds initiatief en het talent van de Nederl. Heide-Maatschappij van inktkokerzand en kwartjes was terecht gebracht.